# バラーズリー
バラーズリー（al-Balād̲h̲urī、? - 892年）は、9世紀のバグダードで活動した歴史家。著作はタバリーと並んで初期イスラーム史の基礎的文献として利用されている。892年又は893年（ヒジュラ暦279年）に亡くなった。

## 生涯
バラーズリーの伝記的情報の情報源は、イブン・ナディームの al-Fihrist、ヤークート・ルーミーの Mu‘jam al-Udabā 、ムハンマド・イブン・シャーキル・クトゥビーの Fawāt al-Wafayāt である。

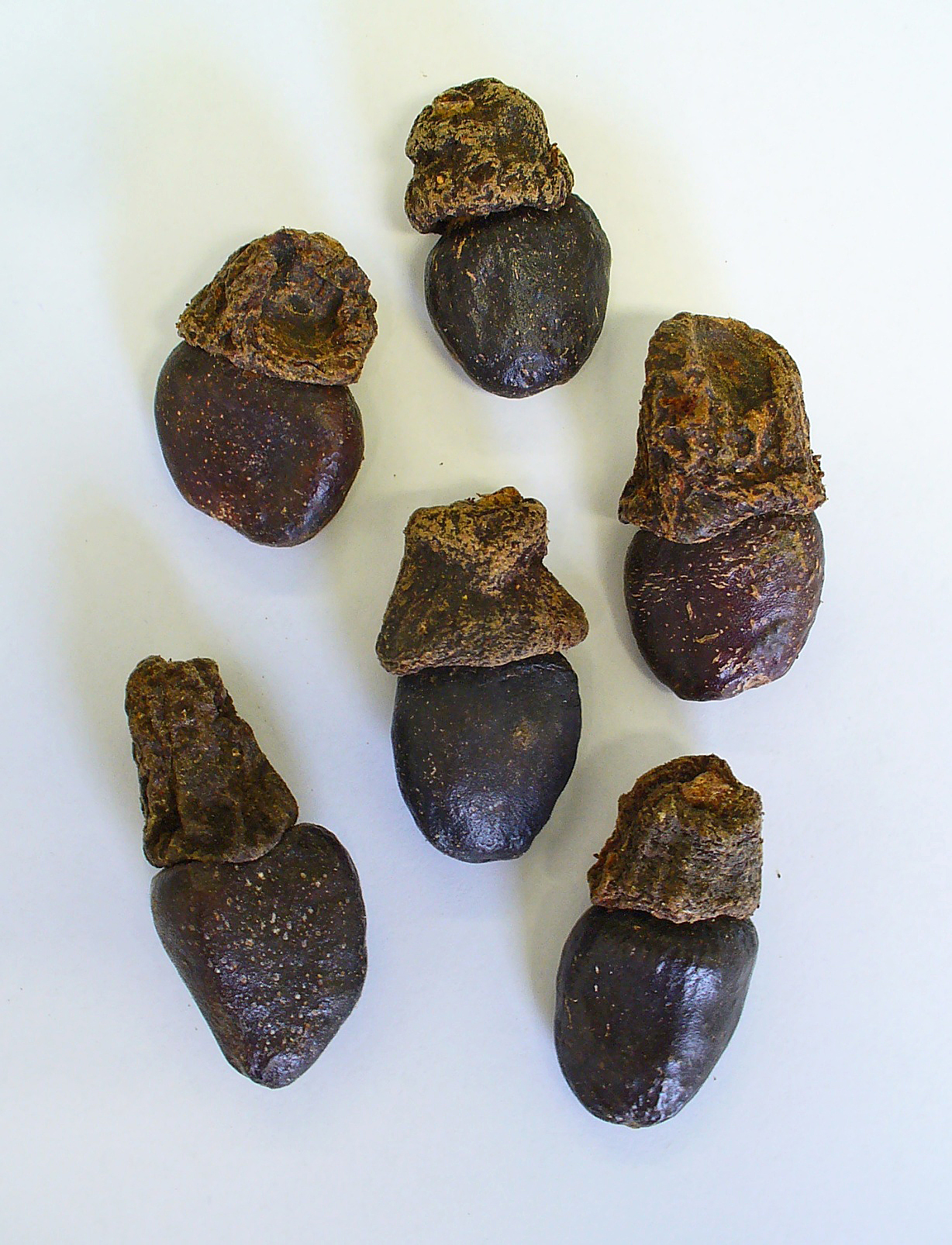
バラーズルの実を干したもの

バラーズリーの生涯について詳しいことはわからない。西暦800年より少し前にバグダードに生まれた。生家がペルシア系であったことは確実である。バラーズリーはシリアのホムスとアンティオキアでそれぞれ、高名な学術の師の下で学んだ。バグダードではイブン・サアドを師として学んだ。マアムーンからムウタッズまでのカリフ宮廷に頻繁に出入りし、とくにカリフ・ムタワッキル（在位847年-861年）と深くかかわった。しかしバラーズリーが何かしたという事績がまったく伝承されていないため、ムタワッキル宮廷における彼の存在は特に輝かしいものではない。なお、バラーズリーがムウタッズの好学の王子アブドゥッラーの師匠だったという説もあるが、名前の混同に起因する間違いであることは疑いない。祖父のジャービルは、ハールーン・ラシードのエジプト総督であるカスィーブに使える書記だったというが定かかどうか不明である。
バラーズリーはムウタッズの暗殺（869年）ののちに宮廷を辞去した。経済的に苦しくなったため、ワズィールの庇護を得ようとワズィールが交替するたびに試みた。バラーズリーは長生きして亡くなった。亡くなったときのいきさつは、彼があるとき、アラビア語で「バラーズル」という植物（スミウルシ、Semecarpus anacardium）の実から抽出したエキスを飲んだために亡くなったと伝承されている。エキスを飲んだことで譫妄が引き起こされ、彼はベッドに縛り付けられねばならなかったと言われている。「バラーズリー」というあだ名はこの亡くなったときのエピソードに由来し、没後に使われるようになったものである。

## 著作
バラーズリーは宮廷詩人としても活動し、最初の作品はマアムーンの徳を讃える頌詩であった。風刺詩のジャンルでも才能を発揮し、ヤークート・ルーミーによる引用で一部が伝わっている。マスウーディーによるとバラーズリーは自著の中で同時代のシュウビーヤ運動に論駁しているといい、バラーズリーはペルシア系の出自ではあったがアラブ文化に強く共感していたようである。
散文においては、下記の二つの著作が完全な形で現代にまで伝存している。
- Kitâb Futûh al-Buldân （諸国征服誌）：預言者ムハンマドの聖遷（622年）からイスラームの軍事的拡大を解説する著作。長さのまちまちな21の章が征服地ごとに設けられている。 (I : l'Arabie ; II : la Syrie ; III : la Haute-Mésopotamie ; IV : l'Arménie ; V : l'Afrique du Nord (de l'Égypte au Maroc) ; VI : l'Andalousie ; VII : les îles de la Méditerranée ; VIII : la Nubie ; IX : l'Iraq et la Perse ; X : la Médie ; XI : la Médie du Nord ; XII : l'Azerbaïdjan ; XIII : Mossoul ; XIV : Gorgan et Tabarestan ; XV : les districts du Tigre ; XVI : le Khouzistan ; XVII : le Fars et Kerman ; XVIII : le Sistan et Kaboul ; XIX : le Khorasan ; XX : le Sind ; XXI : appendices) ; また、イスラーム教徒が経験した戦闘、征服地のさまざまな民族、新しい町の建設について記述する。社会文化の発展についても記述され、たとえば、公用語がギリシア語やペルシア語からアラビア語へと置き換わったこと、アラブ文学の歴史、税制史、貨幣制度、ディーワーン制度などに言及がある。マスウーディーも本書がムスリムの大征服に関するもっとも豊富な資料であると評している。

- Kitâb Ansâb al-Ashrâf （貴顕の系譜の書）：生粋のアラブとされる家系の系図を通して初期イスラームの歴史をつづる歴史書。預言者ムハンマドのサハーバとその子孫たち、クライシュ族に属する有力家系とその子孫たちの系譜が記述されている。歴代カリフたちの伝記により描かれる歴史でもある。現在に伝存するイスタンブル写本は、西暦1000年ごろにカイロで筆写されたものであり、全体で1,227ページにも及ぶ長大なものである。バラーズリーが同書を執筆するにあたって参考にした文献にはヒシャーム・イブン・カルビーの Kitâb al-Aṣnâm とハイサム・イブン・アディーの Ta’rîkh al-Ashrâf （後書は散逸）が含まれる。

## 刊本
- Michael Jan de Goeje (éd.), Kitâb Futûh al-Buldân / Liber expugnationis regionum, Leyde, E. J. Brill, 1866 ; réimpr. 1968, et 2013.
- Philip Khuri Hitti (trad.), The Origins of the Islamic State. Part I (traduction anglaise du Kitâb Futûh al-Buldân), New York, Columbia University, 1916.
- Francis Clark Murgotten (trad.), The Origins of the Islamic State. Part II, New York, Columbia University, 1924.
- Shelomo Dov Goitein (éd.), The Ansāb al-Ashrāf of al-Balādhurī. Vol. V, Jérusalem, Hebrew University Press, 1936.
- Max Schloessinger (éd.), The Ansāb al-Ashrāf of al-Balādhurī. Vol. IV B, Jérusalem, Hebrew University Press, 1938.
- Muhammad Hamidullah (éd.), Aḥmad al-Balādhurī. Ansāb al-Ashrāf. Vol. I, Le Caire, Dâr al-Ma‘ârif, 1959.
- Max Schloessinger et Meir Jacob Kister (éds.), The Ansāb al-Ashrāf of al-Balādhurī. Vol. IV A, Jérusalem, Magnes Press at the Hebrew University, 1971.
- ‘Abd al-‘Aziz al-Dûrî (éd.), Aḥmad al-Balādhurī. Ansāb al-Ashrāf. III, Bibliotheca Islamica 28c, Wiesbaden, 1978.
- Iḥsân ‘Abbâs (éd.), Aḥmad al-Balādhurī. Ansāb al-Ashrāf. IV 1, Bibliotheca Islamica 28d, Wiesbaden, 1979.
- Khalil ‘Athamina (éd.), Aḥmad al -Balādhurī. Ansāb al-Ashrāf. Vol. VI B, The Max Schloessinger Memorial Series 7, Jérusalem, Hebrew University Press, 1993.
- Iḥsân ‘Abbâs (éd.), Aḥmad al-Balādhurī. Ansāb al-Ashrāf. V, Bibliotheca Islamica 28g, Beyrouth, 1996.
- Ramzî al-Ba‘albakî (éd.), Aḥmad al-Balādhurī. Ansāb al-Ashrāf. VII 1, Bibliotheca Islamica 28i, Beyrouth 1997.
- ‘Abd al-‘Aziz al-Dûrî et ‘Iṣâm ‘Uqla (éds.), Aḥmad al-Balādhurī. Ansāb al-Ashrāf. IV 2, Bibliotheca Islamica 28e, Wiesbaden, 2001.
- Muḥammad al-Ya‘lawî (éd.), Aḥmad al-Balādhurī. Ansāb al-Ashrāf. VII 2, Bibliotheca Islamica 28j, Beyrouth, 2002.
- Wilferd Madelung (éd.), Aḥmad al-Balādhurī. Ansāb al-Ashrāf. II, Bibliotheca Islamica 28b, Wiesbaden, 2003.
- Maḥmûd Firdaws al-‘Azm (éd.), Aḥmad ibn Yaḥyā al-Balādhurī. Ansāb al-Ashrāf, Damas, Dâr al-Yaqẓah al-‘Arabiyyah, 1996-2010 (25 vol.).